# Dreiband-Europameisterschaft 1970

Logo CEB (ausrichtender Verband)

Veranstaltungsort: Tournai

Die Dreiband-Europameisterschaft 1970 war das 28. Turnier in dieser Disziplin des Karambolagebillards und fand vom 23. bis 26. April 1970 in Tournai in der belgischen Provinz Hennegau statt. Es war seit 1932 die fünfte Dreiband-Europameisterschaft in Belgien.

## Geschichte
Trotz einer Niederlage gegen seinen Landsmann Laurent Boulanger holte sich der Belgier Raymond Ceulemans seinen neunten Dreiband EM-Titel in Folge. Wieder einmal Zweiter wurde sein größter Kontrahent der letzten Jahre Johann Scherz, mit dem privat befreundet war, die Silbermedaille. Wichtig war es unter die ersten drei Plätze zu kommen, da man sich mit dieser Platzierung für die Weltmeisterschaft in Las Vegas qualifiziert hatte. Diesen dritten Platz erreichte der deutsche Meister August Tiedtke. Das war ein großer Erfolg bei seiner letzten Europameisterschaft. Nach 33 Jahren internationaler Turniere musste er krankheitsbedingt 1971 seine Billard Karriere beenden. Er holte insgesamt bei Europameisterschaften 1 Gold, 11 Silber, davon 8 im Dreiband, und 1 Bronzemedaille. August Tiedtke starb am 11. Juli 1972.

## Modus
Gespielt wurde in zwei Vorrundengruppen „Jeder gegen Jeden“ bis 60 Punkte mit Nachstoß/Aufnahmegleichheit. Die Gruppen bestanden aus je fünf Spielern. Die jeweils drei Gruppenersten spielten gegen die drei Gruppenersten der anderen Gruppe in der Finalgruppe. Die Partiepunkte aus der Vorrunde wurden in die Finalrunde mitgenommen. Die beiden Gruppenletzten schieden aus. Die ausgeschiedenen Vierten der Vorrundengruppen spielten um Platz sieben und die ausgeschiedenen Fünften der Vorrundengruppen spielten um Platz neun.

## Vorrunden Gruppen
| MP    | Match Points (Sieger = 2; Unentschieden = 1; Verlierer = 0) |
| Pkte. | Erzielte Karambolagen                                       |
| Aufn. | Benötigte Versuche                                          |
| GD    | Generaldurchschnitt                                         |
| BED   | Bester Einzeldurchschnitt eines Spielers                    |
| HS    | Höchstserie                                                 |
|       | Bester GD des Turniers                                      |
|       | Bester ED des Turniers                                      |
|       | Beste HS des Turniers                                       |
|       | 1. Platz (Gold)                                             |
|       | 2. Platz (Silber)                                           |
|       | 3. Platz (Bronze)                                           |

| Abschlusstabelle Vorrunden-Gruppe A | Abschlusstabelle Vorrunden-Gruppe A | Abschlusstabelle Vorrunden-Gruppe A | Abschlusstabelle Vorrunden-Gruppe A | Abschlusstabelle Vorrunden-Gruppe A | Abschlusstabelle Vorrunden-Gruppe A | Abschlusstabelle Vorrunden-Gruppe A | Abschlusstabelle Vorrunden-Gruppe A |
| Platz                               | Name                                | MP                                  | Pkte.                               | Aufn.                               | GD                                  | BED                                 | HS                                  |
| ----------------------------------- | ----------------------------------- | ----------------------------------- | ----------------------------------- | ----------------------------------- | ----------------------------------- | ----------------------------------- | ----------------------------------- |
| 1                                   | Raymond Ceulemans                   | 8:0                                 | 240                                 | 170                                 | 1,411                               | 1,764                               | 8                                   |
| 2                                   | Roland Dufetelle                    | 6:2                                 | 221                                 | 245                                 | 0,902                               | 1,034                               | 9                                   |
| 3                                   | Bert Teegelaar                      | 4:4                                 | 189                                 | 242                                 | 0,780                               | 0,983                               | 8                                   |
| 4                                   | Kurt Thøgersen                      | 2:6                                 | 184                                 | 268                                 | 0,686                               | 0,674                               | 8                                   |
| 5                                   | Antonio Morais Vinagre              | 0:8                                 | 175                                 | 247                                 | 0,708                               | –                                   | 7                                   |
| Gruppendurchschnitt: 0,860          |                                     |                                     |                                     |                                     |                                     |                                     |                                     |

| Abschlusstabelle Vorrunden-Gruppe B | Abschlusstabelle Vorrunden-Gruppe B | Abschlusstabelle Vorrunden-Gruppe B | Abschlusstabelle Vorrunden-Gruppe B | Abschlusstabelle Vorrunden-Gruppe B | Abschlusstabelle Vorrunden-Gruppe B | Abschlusstabelle Vorrunden-Gruppe B | Abschlusstabelle Vorrunden-Gruppe B |
| Platz                               | Name                                | MP                                  | Pkte.                               | Aufn.                               | GD                                  | BED                                 | HS                                  |
| ----------------------------------- | ----------------------------------- | ----------------------------------- | ----------------------------------- | ----------------------------------- | ----------------------------------- | ----------------------------------- | ----------------------------------- |
| 1                                   | Johann Scherz                       | 8:0                                 | 240                                 | 232                                 | 1,010                               | 1,090                               | 7                                   |
| 2                                   | August Tiedtke                      | 6:2                                 | 223                                 | 291                                 | 0,766                               | 0,937                               | 7                                   |
| 3                                   | Laurent Boulanger                   | 4:4                                 | 207                                 | 237                                 | 0,873                               | 1,111                               | 10                                  |
| 4                                   | Jacques Blanc                       | 2:6                                 | 187                                 | 247                                 | 0,757                               | 1,016                               | 7                                   |
| 5                                   | Avelino Rico                        | 0:8                                 | 179                                 | 275                                 | 0,650                               | –                                   | 9                                   |
| Gruppendurchschnitt: 0,808          |                                     |                                     |                                     |                                     |                                     |                                     |                                     |

### Platzierungsspiele
| Platz            | Name                   | MP  | Pkte | Aufn. | GD    | BED   | HS |
| ---------------- | ---------------------- | --- | ---- | ----- | ----- | ----- | -- |
| Spiel um Platz 7 |                        |     |      |       |       |       |    |
| 7                | Kurt Thøgersen         | 2:0 | 60   | 69    | 0,869 | 0,869 | 4  |
| 8                | Jacques Blanc          | 0:2 | 43   | 69    | 0,652 | –     | 4  |
| Spiel um Platz 9 |                        |     |      |       |       |       |    |
| 9                | Antonio Morais Vinagre | 2:0 | 60   | 61    | 0,983 | 0,983 | 6  |
| 10               | Avelino Rico           | 0:2 | 42   | 61    | 0,688 | –     | 3  |

## Finalrunde
| Platz | Name              | MP  | Pkte | Aufn. | GD    | BED   | HS |
| ----- | ----------------- | --- | ---- | ----- | ----- | ----- | -- |
| 1     | Raymond Ceulemans | 4:2 | 178  | 136   | 1,308 | 1,224 | 8  |
| 2     | Laurent Boulanger | 4:2 | 161  | 155   | 1,038 | 1,578 | 7  |
| 3     | August Tiedtke    | 4:2 | 156  | 177   | 0,881 | 0,937 | 7  |
| 4     | Johann Scherz     | 2:4 | 160  | 164   | 0,975 | 1,034 | 7  |
| 5     | Roland Dufetelle  | 2:4 | 155  | 170   | 0,911 | 1,052 | 8  |
| 6     | Bert Teegelaar    | 2:4 | 146  | 180   | 0,811 | 1,034 | 8  |

## Abschlusstabelle
| Endklassement              | Endklassement          | Endklassement | Endklassement | Endklassement | Endklassement | Endklassement | Endklassement |
| Platz                      | Name                   | MP            | Pkte.         | Aufn.         | GD            | BED           | HS            |
| -------------------------- | ---------------------- | ------------- | ------------- | ------------- | ------------- | ------------- | ------------- |
| 1                          | Raymond Ceulemans      | 12:2          | 418           | 306           | 1,366         | 1,764         | 8             |
| 2                          | Johann Scherz          | 10:4          | 400           | 396           | 1,010         | 1,090         | 7             |
| 3                          | August Tiedtke         | 10:4          | 379           | 468           | 0,809         | 0,937         | 7             |
| 4                          | Laurent Boulanger      | 8:6           | 368           | 392           | 0,938         | 1,578         | 10            |
| 5                          | Roland Dufetelle       | 8:6           | 376           | 425           | 0,884         | 1,052         | 9             |
| 6                          | Bert Teegelaar         | 6:8           | 325           | 422           | 0,793         | 1,034         | 8             |
| 7                          | Kurt Thøgersen         | 4:6           | 244           | 337           | 0,724         | 0,869         | 8             |
| 8                          | Jacques Blanc          | 2:8           | 230           | 316           | 0,727         | 1,016         | 7             |
| 9                          | Antonio Morais Vinagre | 2:8           | 235           | 308           | 0,762         | 0,983         | 7             |
| 10                         | Avelino Rico           | 0:10          | 221           | 336           | 0,657         | –             | 9             |
| Turnierdurchschnitt: 0,865 |                        |               |               |               |               |               |               |